# La guerra que creó los Estados Unidos
La guerra que creó los Estados Unidos es una miniserie de la distribuidora PBS (Servicio Público de Divulgación), producida por el canal de Pittsburgh WQED, narra los sucesos de la guerra franco-india, fue emitida por primera vez en América en enero del año 2006.
Cuenta en cuatro episodios los hechos históricos acaecidos durante dicha guerra con recreaciones muy conseguidas, siendo narrados por el actor canadiense de ascendencia india Graham Greene.
Gran parte de la historia se centra en George Washington y el papel que desempeñó entre esta guerra y la Revolución estadounidense. La rebelión de Pontiac, que se desencadenó por la insatisfacción de los indios al ver los resultados de la guerra Franco-india, también se incluye en la serie.
Fue filmada en los meses de verano del año 2004, en los alrededores del oeste de Pensilvania, donde sucedieron realmente muchas de las batallas narradas.
El libro "The War that made America" en el que está basada la serie fue publicado en el año 2005, escrito por el historiador Fred Anderson.

## Episodios
1. Una tierra en medio (A Country Between)
2. Aliados improbables (Unlikely Allies)
3. Cambio de rumbo (Turning the Tide)
4. Consecuencias imprevistas (Unintended Consequences)

## Algunos personajes relevantes incluidos
Además de Washington, se han incluido otros personajes de relevancia histórica en las series:
- Tanacharison ("Medio Rey")
- William Johnson
- Edward Braddock
- James Smith
- Louis-Joseph de Montcalm
- Theyanoguin ("Rey Hendrick")
- Mary Jemison
- Guyasuta
- Jeffrey Amherst
- Pontiac
- John Campbell
- Luis XV de Francia
- Jorge II de Gran Bretaña
- William Henry
- William Pitt (el Viejo)
- John Forbes (General de la Armada Británica)
- John Bradstreet
- James Wolfe
- Jorge III del Reino Unido
- Sally Fairfax